# Grand Prix automobile de Saint-Marin 1989
GP précédent GP suivant
Le Grand Prix automobile de Saint-Marin 1989 (9º Gran Premio Kronenbourg di San Marino), disputé sur le circuit Enzo e Dino Ferrari à Imola, en Italie le 23 avril 1989 est la neuvième édition du Grand Prix, la 470e épreuve du championnat du monde de Formule 1 courue depuis 1950 et la deuxième manche du championnat 1989.

## Course

### Classement de la course

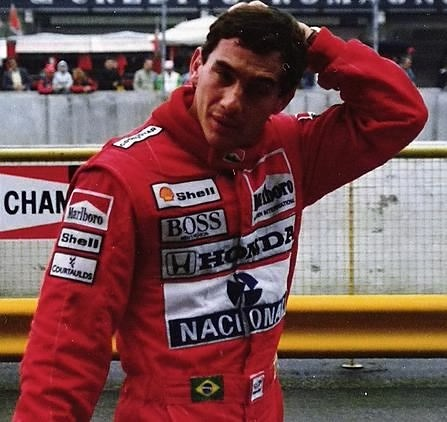
Senna, vainqueur du GP de Saint-Marin 1989

| Pos. | No | Pilote                | Écurie                | Tours | Temps/Abandon                      | Grille | Points |
| ---- | -- | --------------------- | --------------------- | ----- | ---------------------------------- | ------ | ------ |
| 1    | 1  | Ayrton Senna          | McLaren-Honda         | 58    | 1 h 26 min 51 s 245 (201,939 km/h) | 1      | 9      |
| 2    | 2  | Alain Prost           | McLaren-Honda         | 58    | + 40 s 225                         | 2      | 6      |
| 3    | 19 | Alessandro Nannini    | Benetton-Ford         | 57    | + 1 tour                           | 7      | 4      |
| 4    | 5  | Thierry Boutsen       | Williams-Renault      | 57    | + 1 tour                           | 6      | 3      |
| 5    | 9  | Derek Warwick         | Arrows-Ford           | 57    | + 1 tour                           | 12     | 2      |
| 6    | 3  | Jonathan Palmer       | Tyrrell-Ford          | 57    | + 1 tour                           | 25     | 1      |
| 7    | 21 | Alex Caffi            | BMS Dallara-Ford      | 57    | + 1 tour                           | 9      |        |
| 8    | 40 | Gabriele Tarquini     | AGS-Ford              | 57    | + 1 tour                           | 18     |        |
| 9    | 10 | Eddie Cheever         | Arrows-Ford           | 56    | + 2 tours                          | 21     |        |
| 10   | 22 | Andrea De Cesaris     | BMS Dallara-Ford      | 56    | + 2 tours                          | 16     |        |
| 11   | 20 | Johnny Herbert        | Benetton-Ford         | 56    | + 2 tours                          | 23     |        |
| 12   | 17 | Nicola Larini         | Osella-Ford           | 52    | Accident                           | 14     |        |
| Abd. | 7  | Martin Brundle        | Brabham-Judd          | 51    | Pression d'essence                 | 22     |        |
| Nc.  | 12 | Satoru Nakajima       | Lotus-Judd            | 46    | Non classé                         | 24     |        |
| Abd. | 24 | Luis Pérez-Sala       | Minardi-Ford          | 43    | Sortie de piste                    | 15     |        |
| Abd. | 15 | Mauricio Gugelmin     | March-Judd            | 39    | Boîte de vitesses                  | 19     |        |
| Abd. | 11 | Nelson Piquet         | Lotus-Judd            | 29    | Moteur                             | 8      |        |
| Abd. | 27 | Nigel Mansell         | Ferrari               | 23    | Boîte de vitesses                  | 3      |        |
| Abd. | 6  | Riccardo Patrese      | Williams-Renault      | 21    | Arbre à cames                      | 4      |        |
| Abd. | 8  | Stefano Modena        | Brabham-Judd          | 19    | Accident                           | 17     |        |
| Abd. | 23 | Pierluigi Martini     | Minardi-Ford          | 6     | Boîte de vitesses                  | 11     |        |
| Dsq. | 26 | Olivier Grouillard    | Ligier-Ford           | 4     | Disqualifié                        | 10     |        |
| Abd. | 28 | Gerhard Berger        | Ferrari               | 3     | Accident                           | 5      |        |
| Abd. | 16 | Ivan Capelli          | March-Judd            | 1     | Sortie de piste                    | 13     |        |
| Abd. | 30 | Philippe Alliot       | Larrousse-Lamborghini | 0     | Panne électrique                   | 20     |        |
| Np.  | 29 | Yannick Dalmas        | Larrousse-Lamborghini |       | Panne électrique                   | 26     |        |
| Nq.  | 4  | Michele Alboreto      | Tyrrell-Ford          |       | Non qualifié                       |        |        |
| Nq.  | 25 | René Arnoux           | Ligier-Ford           |       | Non qualifié                       |        |        |
| Nq.  | 38 | Christian Danner      | Rial-Ford             |       | Non qualifié                       |        |        |
| Nq.  | 31 | Roberto Moreno        | Coloni-Ford           |       | Non qualifié                       |        |        |
| Npq. | 37 | Bertrand Gachot       | Onyx-Ford             |       | Non préqualifié                    |        |        |
| Npq. | 33 | Gregor Foitek         | Eurobrun-Judd         |       | Non préqualifié                    |        |        |
| Npq. | 18 | Piercarlo Ghinzani    | Osella-Ford           |       | Non préqualifié                    |        |        |
| Npq. | 36 | Stefan Johansson      | Onyx-Ford             |       | Non préqualifié                    |        |        |
| Npq. | 41 | Joachim Winkelhock    | AGS-Ford              |       | Non préqualifié                    |        |        |
| Npq. | 32 | Pierre-Henri Raphanel | Coloni-Ford           |       | Non préqualifié                    |        |        |
| Npq. | 35 | Aguri Suzuki          | Zakspeed-Yamaha       |       | Non préqualifié                    |        |        |
| Npq. | 34 | Bernd Schneider       | Zakspeed-Yamaha       |       | Non préqualifié                    |        |        |
| Npq. | 39 | Volker Weidler        | Rial-Ford             |       | Non préqualifié                    |        |        |

### Pole position et record du tour
- Pole position :  Ayrton Senna (McLaren-Honda) en 1 min 26 s 010 (vitesse moyenne : 210,952 km/h)[2].
- Meilleur tour en course :  Alain Prost (McLaren-Honda) en 1 min 26 s 795 au 45e tour (vitesse moyenne : 209,044 km/h)[3].

### Tours en tête
- Ayrton Senna (McLaren-Honda)  : 58 tours (1-58)[4].

## Statistiques
- 15e victoire pour Ayrton Senna.
- 71e victoire pour McLaren en tant que constructeur.
- 43e victoire pour Honda en tant que motoriste.
- La voiture de Gerhard Berger prit feu à la suite d'un violent accident au 3e tour dans la courbe de Tamburello, entraînant l'interruption de la course au drapeau rouge. Un nouveau départ fut donné et le classement final fut établi par addition des temps des 2 manches.
- Disqualification d'Olivier Grouillard en raison d'une intervention illicite de son équipe sur sa monoplace lors de l'interruption consécutive à l'accident de Gerhard Berger.